# CDF Player
Der CDF Player ist eine Anwendung zum Lesen von Dokumenten im Computable Document Format (CDF), einem Dokumentenformat für interaktive Dokumente, die mit Mathematica erstellt werden können. Der CDF Player wurde von Wolfram Research, dem Hersteller von Mathematica, entwickelt und wird kostenlos zum Download angeboten. Neben der kostenlosen Variante gibt es auch eine kostenpflichtige Pro-Variante, die um die Möglichkeit der Dateneingabe sowie des Einlesens von Daten erweitert wurde. Die kostenlose Variante kann CDF-Dateien, die dynamische Inhalte von der Festplatte laden, nicht verarbeiten.
Der CDF Player enthält die vollständige Laufzeitbibliothek (runtime library) von Mathematica. Das ermöglicht es, im Gegensatz zu statischen Dokumentenformaten wie dem Portable Document Format (PDF) oder vordefinierten dynamischen Dokumenten wie Adobe Flash, den Dokumenteninhalt dynamisch in Abhängigkeit vom Verhalten und den Eingaben des Nutzers zu generieren und dabei sämtliche Algorithmen und Visualisierungsmethoden, die in Mathematica beschrieben werden können, zu nutzen.
Der CDF Player unterstützt Browser-Plug-ins für Internet Explorer, Mozilla Firefox, Google Chrome, Opera und Apple Safari, sodass Inhalte aus CDF-Dokumenten in Webseiten integriert werden können. Der Player ist aktuell (2016) in der Version 10.4.1 für Windows Vista, 7, 8, 10, Mac OS X ab Version 10.7 „Lion“ und Linux ab Version 2.6 verfügbar und hat eine Dateigröße als Download von ca. 832 MB (Windows) bzw. 1,3 GB (Linux).
Am 16. November 2016 kündigte Wolfram Research die erste (noch Beta) Version des CDF-Players für iOS an. Der im dritten Quartal 2017 offiziell für das iPad erschienene CDF-Player ist kostenlos im App-Store verfügbar. Er kann mit einem Add-In-Kauf dahingehend aufgerüstet werden, dass Daten in laufende CDF-Dateien von diversen Quellen geladen werden. In der freien Version können nur CDF-Dateien mit integrierten Daten abgearbeitet bzw. angezeigt werden.